# Terry Larrier
Terry Elijah Larrier (Bronx, 15 agosto 1995) è un cestista statunitense.

## Palmarès
- Campionato svedese: 1

Norrkoping: 2020-21